# Amphiprion frenatus
Amphiprion frenatus es una especie de peces de la familia Pomacentridae en el orden de los Perciformes.
Su nombre común es pez payaso tomate o pez anémona tomate.

## Morfología
La intensa coloración puede ser de naranja a un marrón rojizo tomate, y se intensifica en la parte posterior hacia el pedúnculo caudal. Una barra blanca orlada de oscuro transcurre detrás del ojo, a través del opérculo branquial. Las aletas son de color naranja, más pálido en sus márgenes externos. Los ejemplares más viejos mutan la coloración del cuerpo a un tono negro. En ocasiones pueden presentar una segunda barra blanca vertical, ribeteada de negro, en la mitad del cuerpo. De adultos, los machos son rojo naranja, y las hembras con el cuerpo negruzco, y el morro, la barbilla, el pecho y las aletas rojos.
Tienen 9-10 espinas y 16-18 radios blandos dorsales, 2 espinas y 13-15 radios blandos anales.
Las hembras son mayores que los  machos, y pueden llegar a alcanzar los 14 cm de longitud. total.

## Alimentación
Omnívoro; se alimenta de pequeños invertebrados crustáceos, del zooplancton, y, principalmente, de algas bénticas.

## Reproducción
Como todos los Amphiprion, es hermafrodita protándrico, todos los individuos nacen machos, y, en ausencia de hembra, el más fuerte cambia de sexo a hembra para convertirse en matriarca del grupo. Es  monógamo. 
Durante la ceremonia de cortejo, el macho exhibe dos patrones de comportamiento ritual, por un lado, erige sus aletas dorsal, anal y pélvicas, situándose próximo a la hembra, como una estatua; y otro comportamiento frecuente es nadar de arriba abajo en torno a la anémona escogida para hogar familiar. También es usual en el macho el dedicarse a limpiar un trozo de roca próximo a la anémona, con el fin de mostrar a la hembra que tiene preparado el lugar de desove. 
La hembra suele desovar en luna llena, durante todo el año en aguas tropicales, y en los meses cálidos en zonas templadas.  
Es ovíparo y desovador béntico, oscilando entre 100 y 1000 huevos por puesta. El periodo de gestación es de 6-7 días, durante los cuales, el macho no se separa de ellos, agitando sus aletas para oxigenarlos. Adquieren la independencia entre 8-12 días, buscando refugio en una anémona, y no recibiendo más cuidados de sus progenitores.
Tiene una expectativa de vida de 6-10 años en la naturaleza, y de 18 años en cautividad.

## Hábitat y comportamiento
Es un pez de mar de clima tropical (25°N-35°S ),  y asociado a los  arrecifes de coral, que vive entre 1-12 m de profundidad. Frecuenta las lagunas y ensenadas, no es migratorio, y establece relación de mutualismo con la anémona Entacmaea quadricolor.
Se ha comprobado que A. frenatus emite series de sonidos secos cortos, cuando persigue o somete a un subordinado jerárquico en el grupo, siendo diferentes los sonidos que emite el subordinado, que, finalmente se para y agita la cabeza mientras los emite.

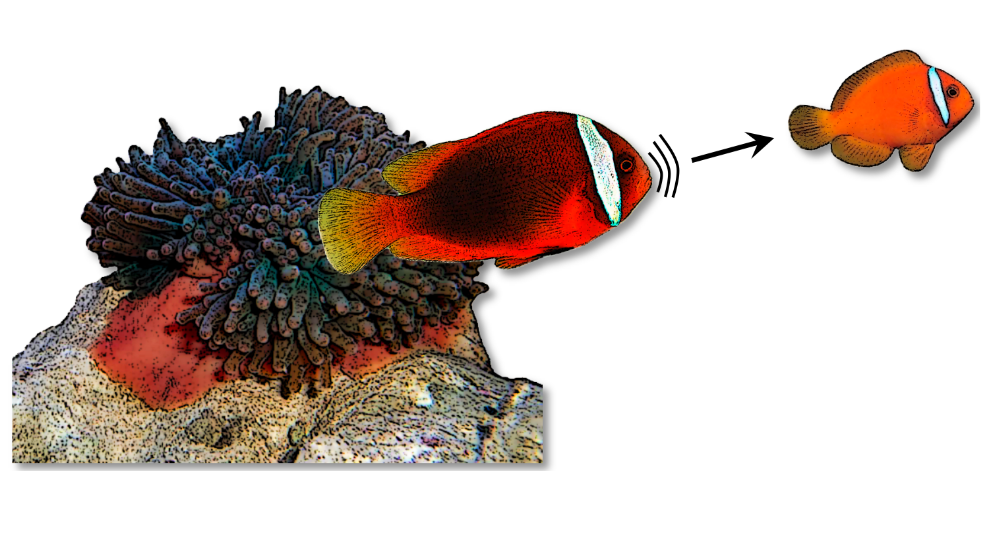
Cazando un subordinado emite un tipo de sonidos
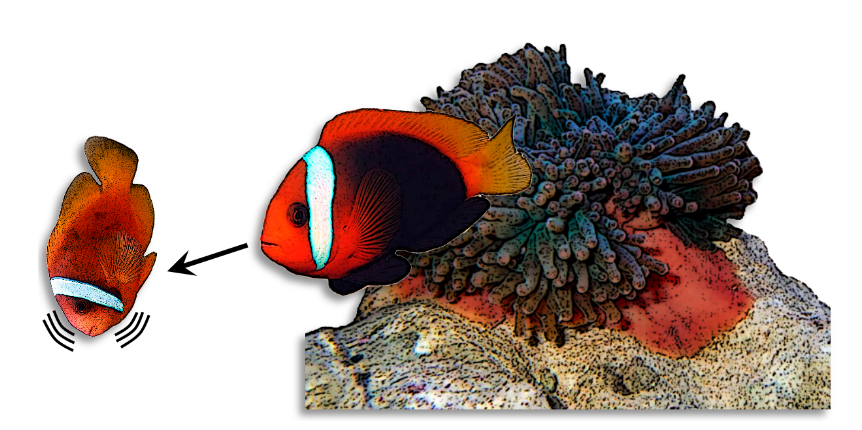
El subordinado se posiciona y emite sonidos diferentes
- Sonidos agresivos de A. frenatus
- Sonidos de sumisión de A. frenatus

## Distribución geográfica
Se encuentra al oeste del Pacífico: desde el Golfo de Tailandia hasta el suroeste de Palaos, el sur del Japón y la isla de Java.
Está presente en Australia, China, Filipinas, Indonesia, Japón, Malasia, Micronesia, islas Ogasawara, Palaos, islas Ryukyu, Singapur, Tailandia, Taiwán y Vietnam. Siendo cuestionable su presencia en India.

## Observaciones
Puede ser criado en cautividad.

## Galería

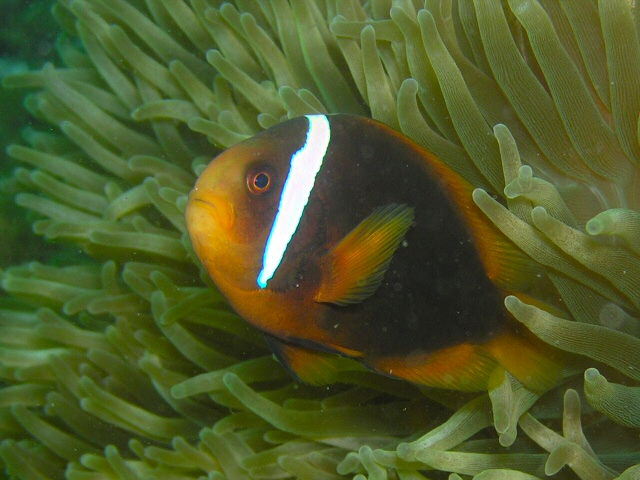
A. frenatus en Izu, Japón
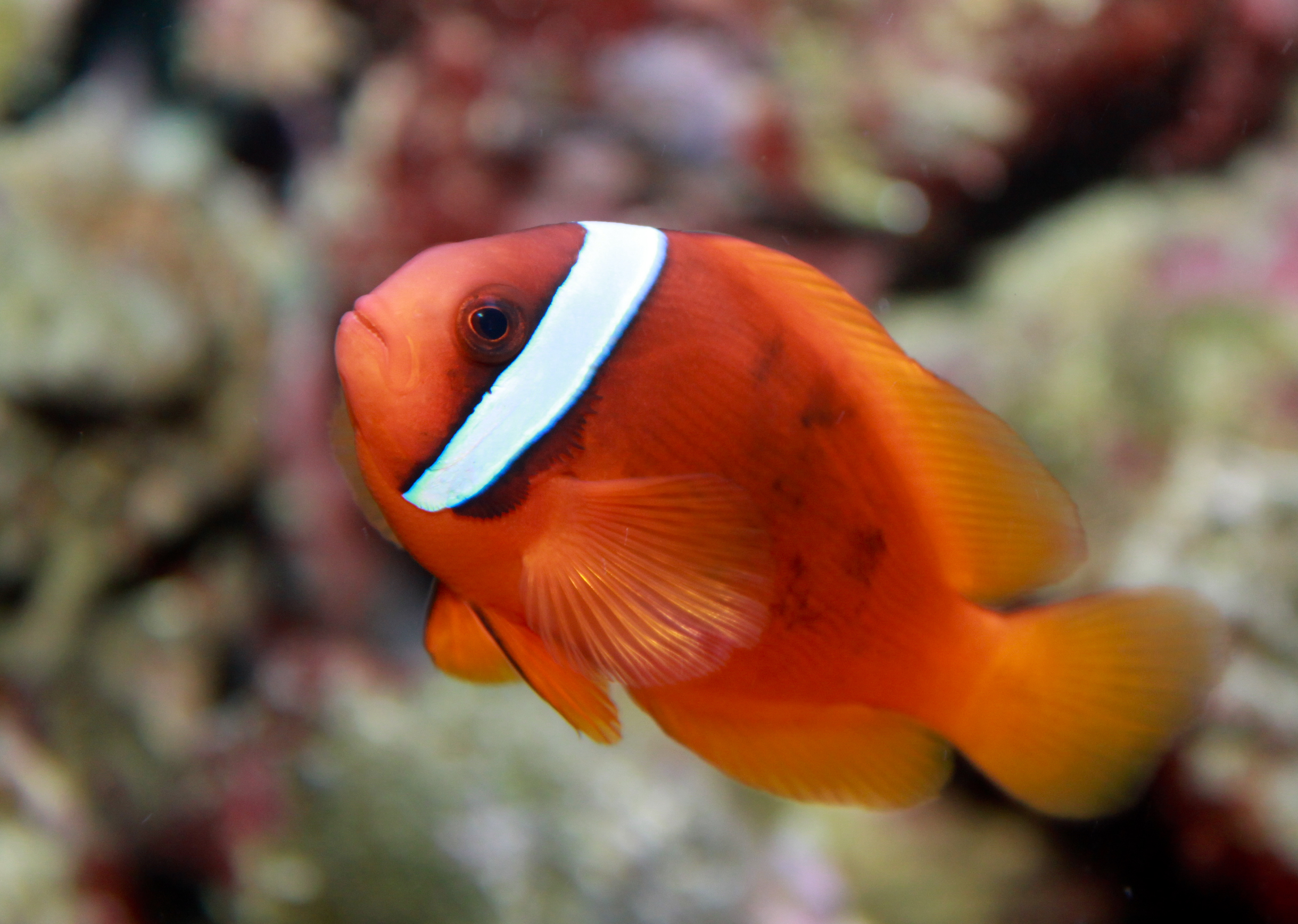
Ejemplar juvenil
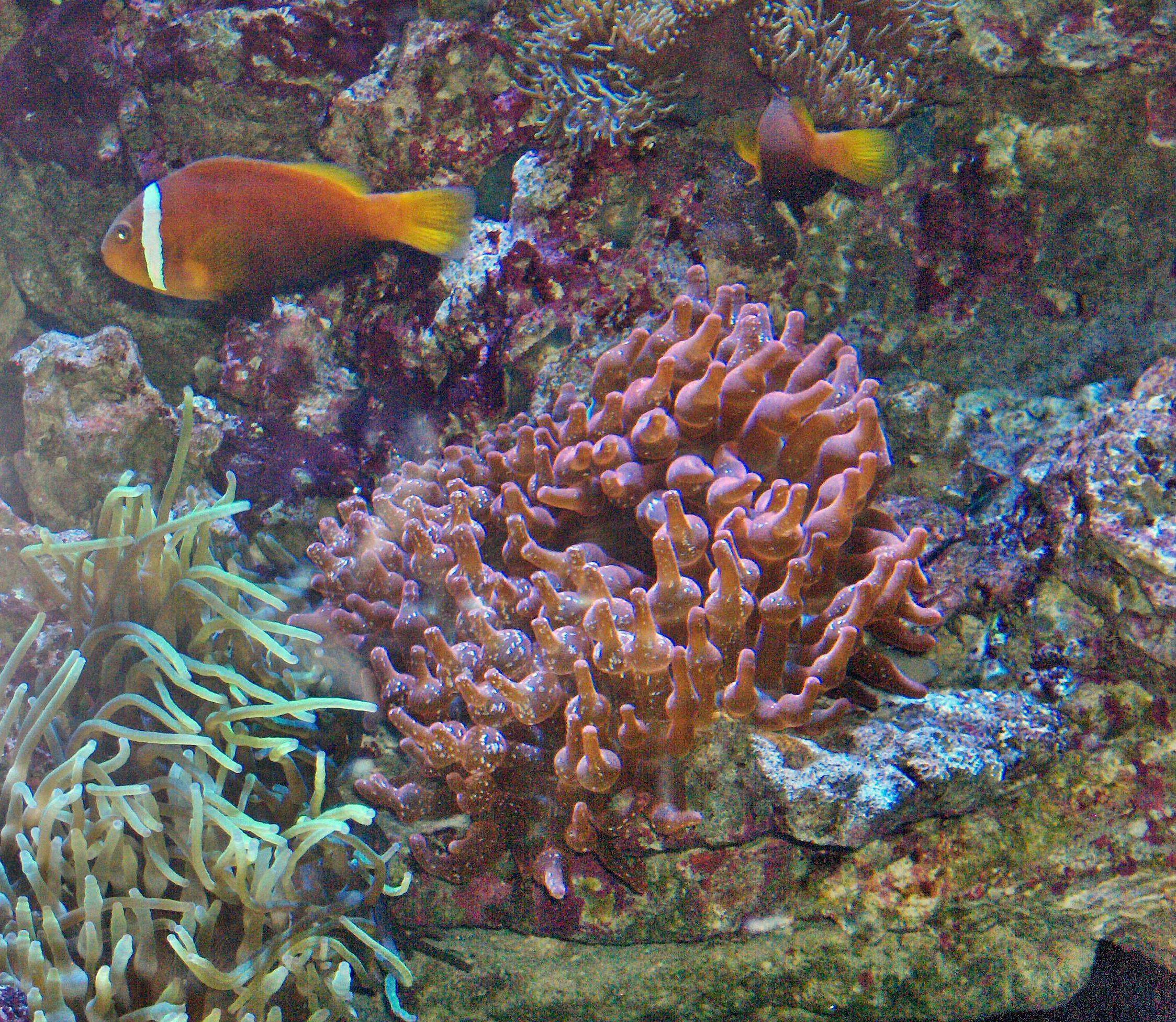
A. frenatus sobre anémonas Entacmaea quadricolor, en el Museo Oceanográfico de Mónaco
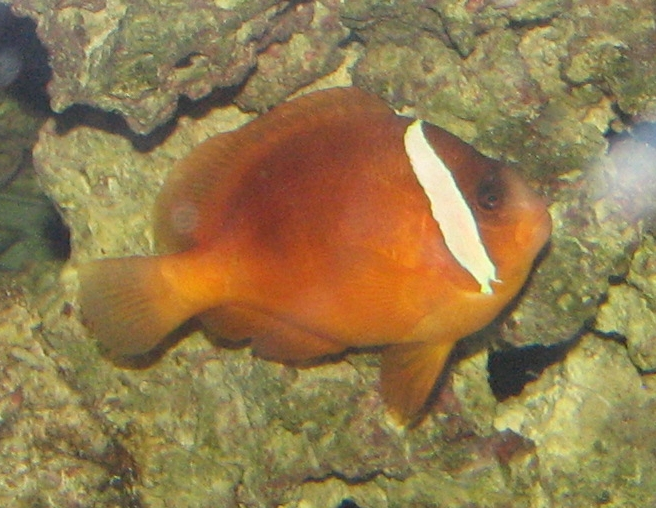
En el acuario de Newport, E.U.A.
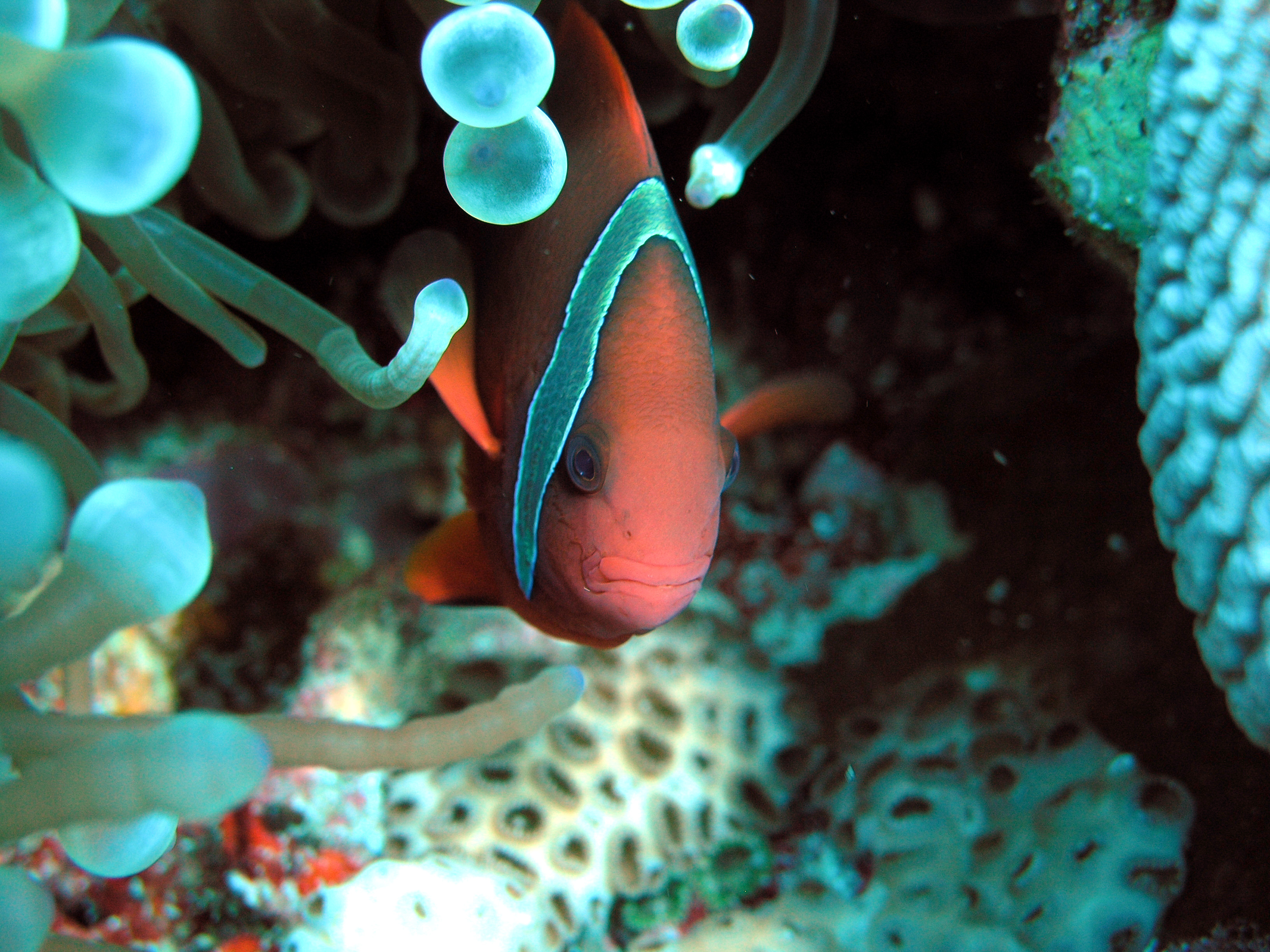
En E. quadricolor, Pulau Layang-Layang, islas Spratly
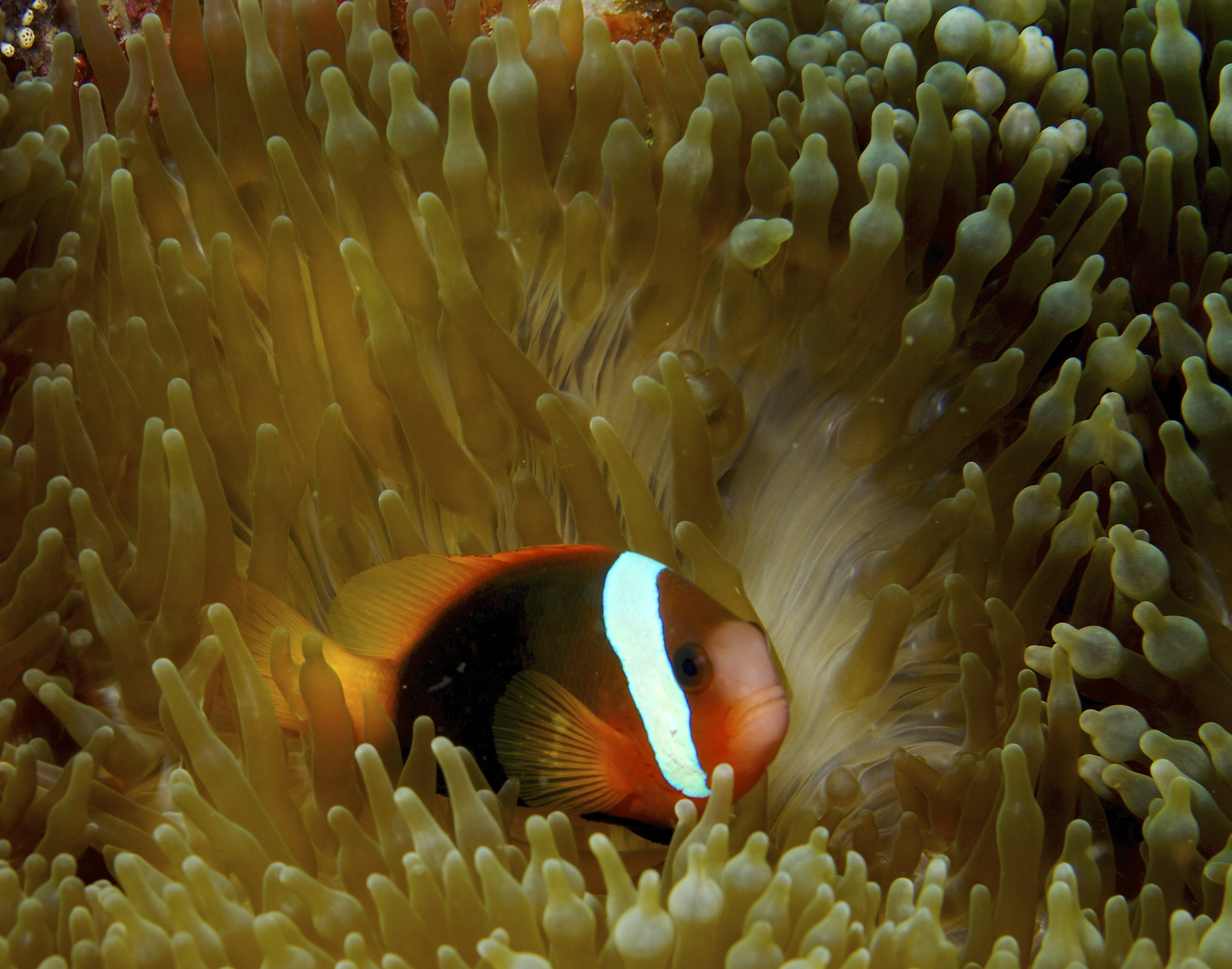
En E. quadricolor, Papúa Nueva Guinea
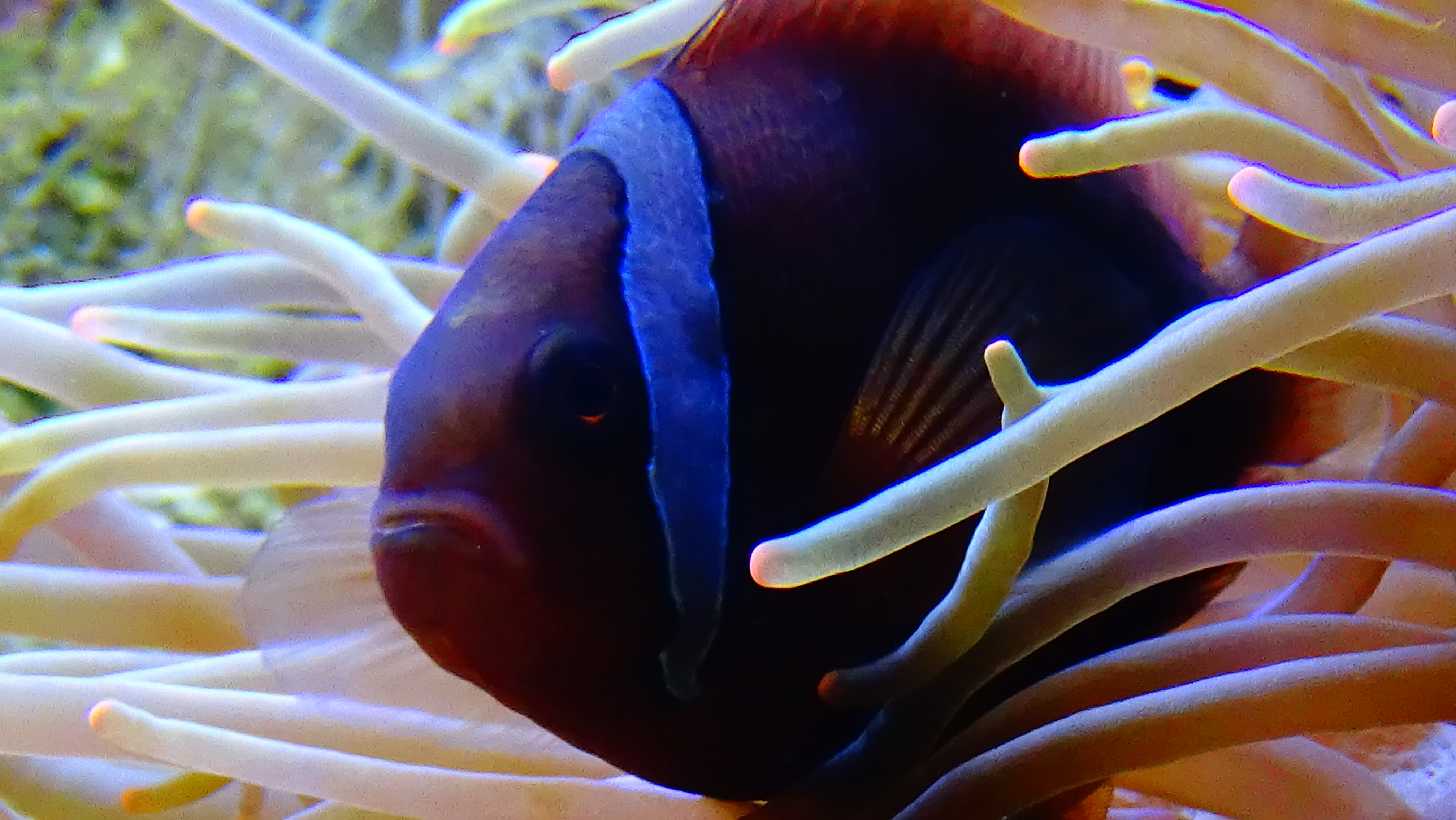
Ejemplar macho en el Aquarium del Palacio de la Puerta Dorada, París
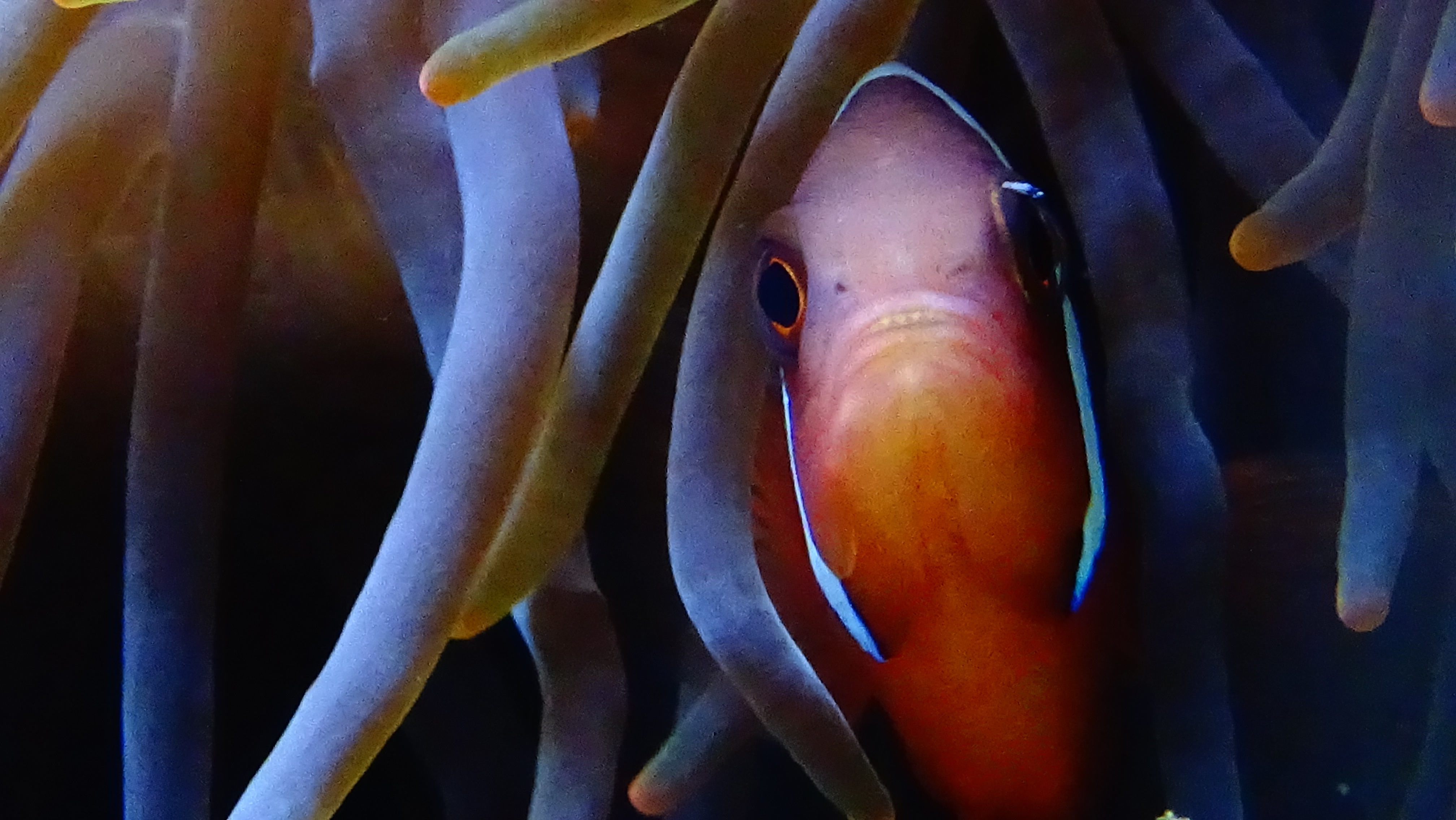
Ejemplar macho en el Aquarium del Palacio de la Puerta Dorada, París